# 6月6日 (2013年の映画)
『6月6日』（ろくがつむいか）は、2013年に公開された日本のオムニバス型式による自主映画。ゆうばり国際ファンタスティック映画祭2013フォアキャスト部門出品作品。同年2月24日には、BSスカパー!及びスカチャン5にて無料放送された。
輪廻転生をテーマに、江戸時代、戦時下、現代、未来それぞれの「6月6日」に繰り広げられる6つのエピソードを繋ぐSFファンタジーアクション作品である。

## スタッフ
- 総合プロデューサー - 室賀厚
- 製作 - 『6月6日』フィルムパートナーズ
- 配給 - KOM Pictures

## エピソード

### EPISODE 0
キャスト
- 戸田悠太
- 藤田彩子

スタッフ
- 脚本 - 安藤ゆき
- 監督 - 柏原寛司
- 撮影監督 - 加藤孝信

### EPISODE 1 『待つ男』
キャスト
- 永井浩介
- 谷村好一

スタッフ
- 製作 - 柏原久美子
- プロデューサー - 石井良和
- 脚本 - 前島正樹、柏原寛司
- 監督 - 柏原寛司
- 撮影監督 - 加藤孝信
- 題字 - カリグラファー月子

### EPISODE 2 『密命 mission』
キャスト
- 杉原勇武
- 田中優樹
- 和久田恒次
- 松山鷹志

スタッフ
- 脚本 - 金山佳介、大嶺良介、石井良和
- 監督・特技監督 - 石井良和
- アクション監督 - 柴田愛之助
- 撮影監督 - 大川藤雄
- 音楽 - 伊藤寛晃
- ガンエフェクト - 竹原匡俊（BIG SHOT）
- VFXスーパーバイザー - 田中貴志（マリンポスト）

### EPISODE 3 『あと15分』
キャスト
- 清水美那
- 小島薫

スタッフ
- 脚本 - 安藤ゆき
- 監督 - 原隆仁
- 撮影監督 - 佐藤匡

### EPISODE 4 『世界は二人を待っている』
キャスト
- 浪川大輝
- 木庭博光
- 加藤藍子

スタッフ
- 脚本・監督 - 室賀厚
- 撮影 - 豊平康一

### EPISODE 5 『一匹でも多くのブタを殺せ！』
キャスト
- 田中俊
- 上杉香奈

スタッフ
- 脚本 - 松鹿法子
- 監督 - 室賀厚
- 撮影 - 武井隆太郎、加藤孝信

### FINAL EPISODE 『The Dead Planet 死せる惑星』
キャスト
- 正木蒼二
- 水野美紀（特別出演）

スタッフ
- 監督・脚本・編集・VFX - 石田肇
- 撮影 - 室隼也、堀田繁、新田憲太郎
- 音楽 - 小林直幸
- チーフ助監督 - 山岸謙太郎
- 制作協力 - Project Yamaken